# سيدي امحمد (ولاية المسيلة)
سيدي امحمد هي بلدية في دائرة عين الملح بولاية المسيلة، يحدها شمالًا محمد بوضياف وجبل امساعد، شرقًا عين فارس، جنوبًا عين الريش وولاية بسكرة، وغربًا عين الملح. يبلغ عدد سكانها 8300 نسمة (2008).

## أعلام
- مصطفى خضر
- أحمد بن عبد الرزاق حمودة